# Josh Groban/Diskografie
Diese Diskografie ist eine Übersicht über die musikalischen Werke des US-amerikanischen Sängers Josh Groban. Den Schallplattenauszeichnungen zufolge hat er bisher mehr als 31,1 Millionen Tonträger verkauft, davon alleine in seiner Heimat über 27,7 Millionen. Seine erfolgreichste Veröffentlichung ist das Album Closer mit über 7,3 Millionen verkauften Einheiten.

## Alben

### Studioalben
| Jahr | Titel Musiklabel                | Höchstplatzierung, Gesamtwochen, AuszeichnungChartplatzierungen (Jahr, Titel, Musiklabel, Platzierungen, Wochen, Auszeichnungen, Anmerkungen) | Höchstplatzierung, Gesamtwochen, AuszeichnungChartplatzierungen (Jahr, Titel, Musiklabel, Platzierungen, Wochen, Auszeichnungen, Anmerkungen) | Höchstplatzierung, Gesamtwochen, AuszeichnungChartplatzierungen (Jahr, Titel, Musiklabel, Platzierungen, Wochen, Auszeichnungen, Anmerkungen) | Höchstplatzierung, Gesamtwochen, AuszeichnungChartplatzierungen (Jahr, Titel, Musiklabel, Platzierungen, Wochen, Auszeichnungen, Anmerkungen) | Höchstplatzierung, Gesamtwochen, AuszeichnungChartplatzierungen (Jahr, Titel, Musiklabel, Platzierungen, Wochen, Auszeichnungen, Anmerkungen) | Anmerkungen                                                   |
| Jahr | Titel Musiklabel                | DE | AT | CH | UK | US | Anmerkungen                                                   |
| ---- | ------------------------------- | --- | --- | --- | --- | --- | ------------------------------------------------------------- |
| 2001 | Josh Groban Reprise Records     | — | — | — | UK28 Gold · (9 Wo.)UK | US8 ×5Fünffachplatin · (101 Wo.)US | Erstveröffentlichung: 20. November 2001 Verkäufe: + 6.227.500 |
| 2003 | Closer Reprise Records          | DE13 (4 Wo.)DE | AT10 (7 Wo.)AT | CH44 (3 Wo.)CH | UK91 Gold · (2 Wo.)UK | US1 ×6Sechsfachplatin · (98 Wo.)US | Erstveröffentlichung: 11. November 2003 Verkäufe: + 7.307.500 |
| 2006 | Awake Reprise Records           | DE27 (6 Wo.)DE | AT49 (4 Wo.)AT | CH33 (15 Wo.)CH | UK12 Gold · (18 Wo.)UK | US2 ×2Doppelplatin · (71 Wo.)US | Erstveröffentlichung: 7. November 2006 Verkäufe: + 2.300.000  |
| 2007 | Noël Reprise Records            | — | — | CH69 (1 Wo.)CH | UK58 Silber · (2 Wo.)UK | US1 ×6Sechsfachplatin · (115 Wo.)US | Erstveröffentlichung: 9. Oktober 2007 Verkäufe: + 5.960.000   |
| 2010 | Illuminations Reprise Records   | DE42 (4 Wo.)DE | AT29 (3 Wo.)AT | CH46 (3 Wo.)CH | UK30 Silber · (6 Wo.)UK | US4 Platin · (36 Wo.)US | Erstveröffentlichung: 16. November 2010 Verkäufe: + 945.500   |
| 2013 | All That Echoes Reprise Records | DE18 (4 Wo.)DE | AT18 (2 Wo.)AT | CH21 (4 Wo.)CH | UK9 Silber · (13 Wo.)UK | US1 Gold · (29 Wo.)US | Erstveröffentlichung: 5. Februar 2013 Verkäufe: + 532.000     |
| 2015 | Stages Reprise Records          | DE31 (1 Wo.)DE | AT48 (1 Wo.)AT | CH13 (3 Wo.)CH | UK1 Gold · (12 Wo.)UK | US2 Gold · (40 Wo.)US | Erstveröffentlichung: 28. April 2015 Verkäufe: + 533.200      |
| 2018 | Bridges Reprise Records         | DE14 (5 Wo.)DE | AT32 (1 Wo.)AT | CH17 (2 Wo.)CH | UK6 (5 Wo.)UK | US6 (9 Wo.)US | Erstveröffentlichung: 21. September 2018 Verkäufe: + 94.000   |
| 2020 | Harmony Reprise Records         | DE41 (2 Wo.)DE | AT70 (1 Wo.)AT | CH63 (2 Wo.)CH | UK24 (4 Wo.)UK | US17 (5 Wo.)US | Erstveröffentlichung: 20. November 2020 Verkäufe: + 80.000    |

### Kompilationen
| Jahr | Titel Musiklabel             | Höchstplatzierung, Gesamtwochen, AuszeichnungChartplatzierungen (Jahr, Titel, Musiklabel, Platzierungen, Wochen, Auszeichnungen, Anmerkungen) | Höchstplatzierung, Gesamtwochen, AuszeichnungChartplatzierungen (Jahr, Titel, Musiklabel, Platzierungen, Wochen, Auszeichnungen, Anmerkungen) | Höchstplatzierung, Gesamtwochen, AuszeichnungChartplatzierungen (Jahr, Titel, Musiklabel, Platzierungen, Wochen, Auszeichnungen, Anmerkungen) | Höchstplatzierung, Gesamtwochen, AuszeichnungChartplatzierungen (Jahr, Titel, Musiklabel, Platzierungen, Wochen, Auszeichnungen, Anmerkungen) | Höchstplatzierung, Gesamtwochen, AuszeichnungChartplatzierungen (Jahr, Titel, Musiklabel, Platzierungen, Wochen, Auszeichnungen, Anmerkungen) | Anmerkungen                             |
| Jahr | Titel Musiklabel             | DE | AT | CH | UK | US | Anmerkungen                             |
| ---- | ---------------------------- | --- | --- | --- | --- | --- | --------------------------------------- |
| 2006 | With You Hallmark            | — | — | — | — | US— GoldUS | Erstveröffentlichung: 11. Dezember 2006 |
| 2008 | A Collection Reprise Records | DE53 (7 Wo.)DE | AT26 (9 Wo.)AT | CH19 (10 Wo.)CH | UK22 Gold · (8 Wo.)UK | — | Erstveröffentlichung: 1. Dezember 2008  |
| 2025 | Gems Reprise Records         | — | — | — | — | — | Erstveröffentlichung: 2. Mai 2025       |

Weitere Kompilationen
- 2003: Closer (Special Edition)
- 2006: Awake (Special Edition)
- 2007: Noël
- 2009: An Evening in New York City

### Livealben
| Jahr | Titel Musiklabel                                    | Höchstplatzierung, Gesamtwochen, AuszeichnungChartplatzierungen (Jahr, Titel, Musiklabel, Platzierungen, Wochen, Auszeichnungen, Anmerkungen) | Höchstplatzierung, Gesamtwochen, AuszeichnungChartplatzierungen (Jahr, Titel, Musiklabel, Platzierungen, Wochen, Auszeichnungen, Anmerkungen) | Höchstplatzierung, Gesamtwochen, AuszeichnungChartplatzierungen (Jahr, Titel, Musiklabel, Platzierungen, Wochen, Auszeichnungen, Anmerkungen) | Höchstplatzierung, Gesamtwochen, AuszeichnungChartplatzierungen (Jahr, Titel, Musiklabel, Platzierungen, Wochen, Auszeichnungen, Anmerkungen) | Höchstplatzierung, Gesamtwochen, AuszeichnungChartplatzierungen (Jahr, Titel, Musiklabel, Platzierungen, Wochen, Auszeichnungen, Anmerkungen) | Anmerkungen                             |
| Jahr | Titel Musiklabel                                    | DE | AT | CH | UK | US | Anmerkungen                             |
| ---- | --------------------------------------------------- | --- | --- | --- | --- | --- | --------------------------------------- |
| 2002 | Josh Groban in Concert Reprise Records              | — | — | — | — | US34 Gold · (17 Wo.)US | Erstveröffentlichung: 3. Dezember 2002  |
| 2004 | Live at the Greek Reprise Records                   | — | — | — | — | US24 Gold · (12 Wo.)US | Erstveröffentlichung: 30. November 2004 |
| 2008 | Awake Live Reprise Records                          | — | — | — | UK22 (2 Wo.)UK | US8 (9 Wo.)US | Erstveröffentlichung: 6. Mai 2008       |
| 2016 | Stages Live Reprise Records                         | — | — | — | — | US149 (1 Wo.)US | Erstveröffentlichung: 5. Februar 2016   |
| 2019 | Bridges Live: Madison Square Garden Reprise Records | — | — | — | — | — | Erstveröffentlichung: 19. April 2019    |

Weitere Livealben
- 2002: Josh Groban in Concert (US: ×6Sechsfachplatin )
- 2004: Live at the Greek (US: ×6Sechsfachplatin )
- 2008: Awake Live
- 2016: Stages: Live

## Singles
| Jahr | Titel Album                     | Höchstplatzierung, Gesamtwochen, AuszeichnungChartplatzierungen (Jahr, Titel, Album, Platzierungen, Wochen, Auszeichnungen, Anmerkungen) | Höchstplatzierung, Gesamtwochen, AuszeichnungChartplatzierungen (Jahr, Titel, Album, Platzierungen, Wochen, Auszeichnungen, Anmerkungen) | Höchstplatzierung, Gesamtwochen, AuszeichnungChartplatzierungen (Jahr, Titel, Album, Platzierungen, Wochen, Auszeichnungen, Anmerkungen) | Höchstplatzierung, Gesamtwochen, AuszeichnungChartplatzierungen (Jahr, Titel, Album, Platzierungen, Wochen, Auszeichnungen, Anmerkungen) | Höchstplatzierung, Gesamtwochen, AuszeichnungChartplatzierungen (Jahr, Titel, Album, Platzierungen, Wochen, Auszeichnungen, Anmerkungen) | Anmerkungen                                               |
| Jahr | Titel Album                     | DE | AT | CH | UK | US | Anmerkungen                                               |
| ---- | ------------------------------- | --- | --- | --- | --- | --- | --------------------------------------------------------- |
| 2002 | To Where You Are Josh Groban    | — | — | — | UK53 (2 Wo.)UK | — | Erstveröffentlichung: 2002                                |
| 2003 | You Raise Me Up Closer          | — | AT54 (3 Wo.)AT | CH54 (2 Wo.)CH | UK5 (19 Wo.)UK | US74 ×3Dreifachplatin · (1 Wo.)US | Erstveröffentlichung: 2003                                |
| 2006 | I’ll Be Home for Christmas Noël | — | — | — | — | US95 (1 Wo.)US | Erstveröffentlichung: 2006                                |
| 2007 | You Raise Me Up Noël            | — | — | — | — | US76 Platin · (2 Wo.)US | Erstveröffentlichung: 2007 feat. African Children’s Choir |
| 2008 | The Prayer (Live) –             | — | — | — | — | US70 (1 Wo.)US | Erstveröffentlichung: 2008 feat. Celine Dion              |
| 2012 | Brave All That Echoes           | DE99 (1 Wo.)DE | — | — | UK64 (3 Wo.)UK | — | Erstveröffentlichung: 18. Dezember 2012                   |

Weitere Singles
| - 2002: You’re Still You - 2002: O Holy Night - 2004: Remember When It Rained - 2004: Remember - 2004: Believe - 2006: You Are Loved (Don’t Give Up) - 2006: Solo Por ti - 2006: Smile - 2007: February Song - 2007: Silent Night / Noche De Paz - 2007: Ave Maria - 2007: Little Drummer Boy (feat. Andy McKee and Gigi Hadid) - 2007: The First Noël (feat. Faith Hill) - 2007: Angels We Have Heard On High (feat. Brian McKnight) - 2008: Awake - 2008: Petit Papa Noël - 2010: Hidden Away - 2010: Voce Existe Em Mim - 2010: Higher Window | - 2010: L’Ora Dell’Addio - 2012: If I Walk Away - 2013: I Believe (When I Fall in Love It Will Be Forever) - 2013: Your Hideaway - 2014: Remember When It Rained (Live) (feat. Faith Hill) - 2015: The Mystery of Your Gift (feat. Brian Byrne and the American Boychoir) - 2015: What I Did For Love - 2016: Dust and Ashes - 2016: Have Yourself A Merry Little Christmas - 2017: Happy Xmas (War Is Over) - 2018: Symphony - 2018: Granted - 2019: 99 Years (feat. Jennifer Nettles) - 2020: Empty Sky - 2020: The Impossible Dream - 2020: Angels - 2020: Celebrate Me Home - 2020: She |

## Statistik

### Chartauswertung
|                     | DE    | AT    | CH    | UK     | US     |
| ------------------- | ----- | ----- | ----- | ------ | ------ |
| Nummer-eins-Alben   | DE—DE | AT—AT | CH—CH | UK1UK  | US3US  |
| Top-10-Alben        | DE—DE | AT1AT | CH—CH | UK2UK  | US9US  |
| Alben in den Charts | DE8DE | AT8AT | CH9CH | UK11UK | US13US |

|                       | DE    | AT    | CH    | UK    | US    |
| --------------------- | ----- | ----- | ----- | ----- | ----- |
| Nummer-eins-Singles   | DE—DE | AT—AT | CH—CH | UK—UK | US—US |
| Top-10-Singles        | DE—DE | AT—AT | CH—CH | UK1UK | US—US |
| Singles in den Charts | DE1DE | AT1AT | CH1CH | UK3UK | US4US |

### Auszeichnungen für Musikverkäufe
| Goldene Schallplatte - Argentinien - 2002: für das Album Josh Groban - 2003: für das Album Closer - Australien - 2007: für das Album Awake - 2008: für das Album Josh Groban – A Collection - 2015: für das Album Stages - Belgien - 2008: für das Album Awake - Dänemark - 2009: für das Album Josh Groban – A Collection - Finnland - 2002: für das Album Josh Groban - Frankreich - 2007: für das Album Awake - 2008: für das Album Josh Groban – A Collection - Irland - 2005: für das Album Closer - 2006: für das Album Awake - 2010: für das Album Illuminations - Kanada - 2013: für das Album All That Echoes - 2015: für das Album Stages - Neuseeland - 2006: für das Album Awake - 2010: für das Album Illuminations - 2015: für das Album Stages - 2015: für die Single You Raise Me Up - Portugal - 2007: für das Album Awake - Schweden - 2003: für das Album Josh Groban - 2006: für das Album Closer - 2007: für das Album Noël - 2008: für das Album Josh Groban – A Collection - Südafrika - 2015: für das Album Stages | Platin-Schallplatte - Australien - 2005: für das Album Closer - 2007: für das Album Josh Groban - Irland - 2008: für das Album Josh Groban – A Collection - Kanada - 2010: für das Album Illuminations - Neuseeland - 2002: für das Album Josh Groban - 2004: für das Album Closer - 2008: für das Album Josh Groban – A Collection - Norwegen - 2009: für das Album Awake - 2009: für das Album Noël 2× Platin-Schallplatte - Kanada - 2007: für das Album Awake - 2023: für die Single You Raise Me Up 4× Platin-Schallplatte - Kanada - 2003: für das Album Josh Groban 6× Platin-Schallplatte - Kanada - 2015: für das Album Noël - 2023: für das Album Closer |

Anmerkung: Auszeichnungen in Ländern aus den Charttabellen bzw. Chartboxen sind in ebendiesen zu finden.
| Land/RegionAuszeichnungen für Musikverkäufe (Land/Region, Auszeichnungen, Verkäufe, Quellen) | Silber     | Gold       | Platin       | Verkäufe   | Quellen                                                        |
| -------------------------------------------------------------------------------------------- | ---------- | ---------- | ------------ | ---------- | -------------------------------------------------------------- |
| Argentinien (CAPIF)                                                                          | —          | 2× Gold2   | —            | 40.000     | capif.org.ar (Memento vom 20. August 2011 im Internet Archive) |
| Australien (ARIA)                                                                            | —          | 3× Gold3   | 2× Platin2   | 245.000    | aria.com.au                                                    |
| Belgien (BRMA)                                                                               | —          | Gold1      | —            | 25.000     | ultratop.be                                                    |
| Dänemark (IFPI)                                                                              | —          | Gold1      | —            | 20.000     | Einzelnachweise                                                |
| Finnland (IFPI)                                                                              | —          | Gold1      | —            | 15.107     | ifpi.fi                                                        |
| Frankreich (SNEP)                                                                            | —          | 2× Gold2   | —            | 150.000    | snepmusique.com                                                |
| Irland (IRMA)                                                                                | —          | 3× Gold3   | Platin1      | 37.500     | irishcharts.ie                                                 |
| Kanada (MC)                                                                                  | —          | 2× Gold2   | 21× Platin21 | 2.000.000  | musiccanada.com                                                |
| Neuseeland (RMNZ)                                                                            | —          | 4× Gold4   | 3× Platin3   | 75.000     | aotearoamusiccharts.co.nz NZ2 NZ3                              |
| Norwegen (IFPI)                                                                              | —          | —          | 2× Platin2   | 60.000     | ifpi.no                                                        |
| Portugal (AFP)                                                                               | —          | Gold1      | —            | 10.000     | Einzelnachweise                                                |
| Schweden (IFPI)                                                                              | —          | 4× Gold4   | —            | 100.000    | sverigetopplistan.se                                           |
| Südafrika (RISA)                                                                             | —          | Gold1      | —            | 15.000     | Einzelnachweise                                                |
| Vereinigte Staaten (RIAA)                                                                    | —          | 5× Gold5   | 36× Platin36 | 27.700.000 | riaa.com                                                       |
| Vereinigtes Königreich (BPI)                                                                 | 3× Silber3 | 5× Gold5   | —            | 680.000    | bpi.co.uk                                                      |
| Insgesamt                                                                                    | 3× Silber3 | 35× Gold35 | 65× Platin65 |            |                                                                |